# Praso
Praso é uma comuna italiana da região do Trentino-Alto Ádige, província de Trento, com cerca de 370 habitantes. Estende-se por uma área de 9 km², tendo uma densidade populacional de 41 hab/km². Faz fronteira com Daone, Roncone, Lardaro, Bersone, Pieve di Bono.